# Обірон (Північна Дакота)
Обірон (англ. Oberon) — місто (англ. city) в США, в окрузі Бенсон штату Північна Дакота. Населення — 101 особа (2020).

## Географія
Обірон розташований за координатами 47°55′26″ пн. ш. 99°12′23″ зх. д. / 47.92389° пн. ш. 99.20639° зх. д. (47.924003, -99.206431).  За даними Бюро перепису населення США в 2010 році місто мало площу 0,89 км², з яких 0,88 км² — суходіл та 0,01 км² — водойми.

## Демографія
Згідно з переписом 2010 року, у місті мешкало 105 осіб у 42 домогосподарствах у складі 28 родин. Густота населення становила 118 осіб/км².  Було 58 помешкань (65/км²).
Расовий склад населення:
| - 62,9 % — білих - 31,4 % — корінних американців |

До двох чи більше рас належало 5,7 %. Частка іспаномовних становила 9,5 % від усіх жителів.
За віковим діапазоном населення розподілялося таким чином: 33,3 % — особи молодші 18 років, 46,7 % — особи у віці 18—64 років, 20,0 % — особи у віці 65 років та старші. Медіана віку мешканця становила 39,5 року. На 100 осіб жіночої статі у місті припадало 105,9 чоловіків;  на 100 жінок у віці від 18 років та старших — 112,1 чоловіків також старших 18 років.
Середній дохід на одне домашнє господарство  становив 45 867 доларів США (медіана — 42 917), а середній дохід на одну сім'ю — 51 916 доларів (медіана — 48 125). За межею бідності перебувало 27,7 % осіб, у тому числі 31,5 % дітей у віці до 18 років та 0,0 % осіб у віці 65 років та старших.
Цивільне працевлаштоване населення становило 62 особи. Основні галузі зайнятості: будівництво — 29,0 %, освіта, охорона здоров'я та соціальна допомога — 27,4 %, роздрібна торгівля — 14,5 %, мистецтво, розваги та відпочинок — 14,5 %.